# Michel Pastoureau
Michel Pastoureau (Parigi, 17 giugno 1947) è uno storico, antropologo e saggista francese.

## Biografia
Figlio dello scrittore francese Henri Pastoureau, dopo gli studi da archivista presso l'École nationale des chartes, dal 1972 al 1982 lavora al Cabinet des medailles della Biblioteca nazionale di Francia. Dirige l'École pratique des hautes études, presso cui è titolare dal 1983 della cattedra di Storia della simbologia medievale. È membro dell'Académie internationale d'héraldique e vice presidente della Sociéte française d'héraldique. Autore di numerosi saggi di araldica, numismatica, sfragistica, ha svolto estese ricerche su bestiari e simboli medievali ed è conosciuto soprattutto come storico del colore. Nel 1996 ha ricevuto la laurea honoris causa presso l'Università di Losanna. Nel 2010 con il saggio I colori dei nostri ricordi, uscito in Francia con l'Éditions du Seuil, ha vinto il Prix Médicis.
Ha pubblicato una storia dei colori in sette volumi, illustrando l'evoluzione del loro uso e delle simbologie a essi legati in Europa dal Medioevo a oggi: il blu, il nero, il verde, il rosso, il giallo, il bianco ed il rosa.

## Opere
- La vita quotidiana ai tempi dei Cavalieri della Tavola Rotonda. Onore, magia e amore cortese nei secoli bui (La Vie quotidienne en France et en Angleterre au temps des chevaliers de la Table ronde, 1976), trad. Maria Grazia Meriggi, Milano, BUR, 1991-1998-2017, ISBN 88-17-16797-5.
- Les Armoiries (Typologie des sources du Moyen Âge occidental), Brepols, 1976, ISBN 978-2-503-36020-1.
- Traité d'héraldique, Picard (Grands manuels), 1979, ried. nel 1993, 1997, 2003, [versione riveduta e completata con testi divenuti di dominio pubblico dal 1979 al 1992], 2008.
- Les Sceaux, (Typologie des sources du Moyen Âge occidental), Brepols, 1981.
- L'Hermine et le Sinople, études d'héraldique médiévale, Le Léopard d'Or, 1982, ISBN 2863770179.
- Jetons, méreaux et médailles, Brepols (Typologie des sources du Moyen Âge occidental), 1984.
- Figures et couleurs. Études sur la symbolique et la sensibilité médiévales, Le Léopard d'Or, 1986.
- La guerre de Cent Ans et le redressement de la France : 1328-1492, Librairie Larousse, 1988.
- Couleurs, images, symboles. Études d'histoire et d'anthropologie, Le Léopard d'Or, 1989.
- con Gaston Duchet-Sucheaux, La Bible et les saints, guide iconographique, Flammarion, 1990 (ou 1993), in 8°, 320 p. ; Rééd. 1994, 335 p (ou 357 p), 258 ill. n/b in-t, 32 coul. h-t, bibliographie
- L'Étoffe du diable, une histoire des rayures et des tissus rayés, Seuil (Point Essais), 1991 ISBN 2020611988.
- Dictionnaire des couleurs de notre temps, Bonneton, 1992, ISBN 2862532436.
- Figures de l'héraldique, coll. « Découvertes Gallimard / Culture et société » (no 284), Gallimard, 1996, ISBN 2070533654.
- Les Emblèmes de la France, Bonneton, 1998.
- Jésus chez le teinturier. Couleurs et teintures dans l'Occident médiéval, Le Léopard d'Or, 1998.
- Les Animaux célèbres, Bonneton, 2001, ISBN 2-86253-281-9.
- con Gaston Duchet-Suchaux, Le bestiaire médiéval : dictionnaire historique et bibliographique, Le Léopard d'Or, 2002, 167 p., ill.
- Blu. Storia di un colore (Bleu. Histoire d'une couleur, 2000), trad. di F. Ascari, Collana Libri illustrati, Milano, Ponte alle Grazie, 2002, ISBN 88-7928-560-2; Collana Saggi, Ponte alle Grazie, Milano, 2008-2018, ISBN 978-88-683-3798-8.
- L'uomo e il colore, Firenze, Giunti, 1987.
- La stoffa del diavolo. Una storia delle righe e dei tessuti rigati, Genova, Il melangolo, 1993, ISBN 88-7018-187-1; a cura di M. Scotti, Collana Opuscola, Il Nuovo Melangolo, Genova, 2007.
- Medioevo simbolico, trad. di R. Riccardi, Collana Storia e Società, Roma-Bari, Laterza, 2005, ISBN 978-88-420-8284-2; Collana Biblioteca Universale, Laterza, 2007; Collana Biblioteca Storica, Laterza, 2019, ISBN 978-88-581-3541-9.
- Michel Pastoureau - Dominique Simonnet, Il piccolo libro dei colori (Le Petit Livre des couleurs, 2005), trad. di Francesco Bruno, Milano, Ponte alle Grazie, 2006, ISBN 88-7928-855-5.
- La Bible et les Saints, con Gaston Duchet-Suchaux, Flammarion (Tout l'art référence), 2006, ISBN 2080115987.
- L'orso. Storia di un re decaduto (L'Ours : histoire d'un roi déchu, Paris, 2007), trad. di Chiara Bongiovanni Bertini, Collana Saggi, Torino, Einaudi, 2008, ISBN 978-88-06-19172-6; Collana Oscar Storia, Milano, Mondadori, 2023, ISBN 978-88-047-8339-8.
- Nero. Storia di un colore (Noir. Histoire d’une couleur, 2008), trad. di Monica Fiorini, Milano, Ponte alle Grazie, 2008-2021, ISBN 978-88-7928-999-3.
- Animali celebri. Mito e realtà, Collana Saggi, Firenze, Giunti, 2010, ISBN 978-88-09-74602-2.
- I colori del nostro tempo, trad. di M. Fiorini, Collana Sentieri, Milano, Ponte alle Grazie, 2010.
- I colori dei nostri ricordi. Diario cromatico lungo più di mezzo secolo, trad. di L. De Tomasi, Collana Saggi, Milano, Ponte alle Grazie, 2011, ISBN 978-88-6220-340-1.
- L'Art de l'héraldique au Moyen Âge, Le Seuil, 2009, ISBN 978-2-02-098984-8, pp. 240.
- Il maiale. Storia di un cugino poco amato (Le Cochon. Histoire d'un cousin mal-aimé, 2009) trad. di G. Calza, Milano, Ponte alle Grazie, 2014, ISBN 978-88-683-3215-0.
- Les Couleurs de nos souvenirs, Paris, Le Seuil, 2010, ISBN 978-2-02-096687-0, pp. 257.
- Bestiari del Medioevo (Bestiaires du Moyen Âge, 2011), trad. di Camilla Testi, Collana Saggi, Torino, Einaudi, 2012, ISBN 978-88-06-21361-9.
- Croma. Tutti i colori del mondo in 350 fotografie, Milano, Contrasto, 2010-2013.
- Figures romanes, con Frank Horvat, Paris, Le Seuil, 2013, ISBN 978-2-02-093384-1, pp. 286.
- Les Secrets de la licorne, Réunion des musées nationaux, 2013, pp. 144, 140 ill..
- Verde. Storia di un colore (Vert. Histoire d'une couleur, 2013), trad. di Guido Calza, Milano, Ponte alle Grazie, 2013-2018, ISBN 978-88-6220-957-1.
- Les Signes et les songes : Études sur la symbolique et la sensibilité médiévales, Firenze, Sismel – Edizioni del Galluzzo (« Micrologus’ Library » 53), 2013, xi + pp.405, ISBN 978-88-8450-483-8.
- Le roi tué par un cochon : une mort infâme aux origines des emblèmes de la France ?, Paris, Éditions du Seuil, coll. « La librairie du xxie siècle », 2015, ISBN 978-2-02-103528-5, pp.232; ried., Le roi tué par un cochon : une mort infâme aux origines des emblèmes de la France ?, Paris, Éditions Points, coll. « Points. Histoire » (no H541), 2018, 265 p., poche (ISBN 978-2-7578-7316-8).
- Storie di pietra. Timpani e portali romanici, trad. di L. Bianco, Collana Saggi, Torino, Einaudi, 2014, ISBN 978-88-0622-284-0
- Rosso. Storia di un colore (Rouge. Histoire d'une couleur, 2016), trad. di Guido Calza, Milano, Ponte alle Grazie, 2016, ISBN 978-88-683-3556-4.
- con Pascal Ory et Jérôme Serri, Les couleurs de la France, Hoëbeke, 2016, pp.168.
- con Jean-Charles de Castelbajac, Le grand armorial équestre de la Toison d'or, Seuil / BNF, 2017.
- Figure dell'araldica. Dai campi di battaglia del XII secolo ai simboli dell'età contemporanea, traduzione di G. Calza, Milano, Ponte alle Grazie, 2018, ISBN 978-88-683-3524-3.
- Dizionario dei colori del nostro tempo, Milano, Ponte alle Grazie, 2018, ISBN 978-88-683-3855-8.
- Il lupo. Una storia culturale, traduzione di G. Calza, Milano, Ponte alle Grazie, 2018, ISBN 978-88-333-1133-3.
- Un colore tira l'altro. Diario cromatico, traduzione di C. Resio, Milano, Ponte alle Grazie, 2019, ISBN 978-88-333-1042-8.
- L'arte araldica nel Medioevo, traduzione di Anna Delfina Arcostanzo, Collana Saggi n.991, Torino, Einaudi, 2019, ISBN 978-88-062-4214-5.
- Giallo. Storia di un colore (Jaune. Histoire d'une couleur, 2019), traduzione di G. Calza, Milano, Ponte alle Grazie, 2019, ISBN 978-88-333-1155-5.
- Il toro. Una storia culturale (, Le Taureau. Une histoire culturelle, 2020), Milano, Ponte alle Grazie, 2020, ISBN 978-88-333-1440-2.
- Rayures. Une histoire culturelle, Paris, Seuil, 2021, ISBN 978-2-02-147794-8, pp.160.
- Il corvo. Una storia culturale (Le Corbeau. Une histoire culturelle, 2021), Milano, Ponte alle Grazie, 2021, ISBN 978-88-333-1705-2.
- Bianco. Storia di un colore, traduzione di Guido Calza, Milano, Ponte alle Grazie, 2022, ISBN 978-88-333-1908-7.
- Les couleurs du Moyen Age. Dictionnaire encyclopédique, Le Léopard d'Or, 2022.

### Traduzioni
- Chevaliers de la table ronde, Romans arturiens, con Martin Aurell, Paris, Gallimard, collection « Quarto », 1080 p., 2022 (traduzioni dal francese medievale, dall'antico gallese e dal latino; introduzioni e presentazioni dei contesti storici).